# Don Carmody
Don Carmody nació el 16 de abril de 1951 en Providence (Rhode Island, Estados Unidos), y es un productor de cine canadiense.

## Biografía
Don Carmody nació en Estados Unidos, pero creció y pasó su infancia en Montreal (Canadá), en donde su padre ejercía como abogado.
Comenzó en 1971, trabajando como chófer de Julie Christie, pasando posteriormente a desempeñarse como asistente de producción y como gerente de locación, antes de ser nombrado vicepresidente encargado de la producción en la firma 'Cineplex Divertissement'.
En 1980, fundó su propia compañía de producción, a la que llamó 'Don Carmody Productions', desde donde concretó la producción de más de 100 filmes.

## Filmografía

### Productor
- 1975: Parásitos asesinos (coproductor)
- 1977: Rabid (coproductor)
- 1982: Porky's
- 1987: La gran ciudad (coproductor)
- 1988: Scoop (productor delegado)
- 1989: Welcome Home
- 1991: The Hitman
- 1992: Sidekicks
- 1993: Guilty as Sin (productor delegado)
- 1995: Fugitivo del futuro
- 1997: Another 9½ Weeks (productor delegado)
- 1998: Senseless (productor delegado)
- 1998: El poderoso (coproductor)
- 1998: Studio 54 (productor delegado)
- 1999: El quinto infierno (coproductor delegado)
- 1999: In Too Deep (productor delegado)
- 2000: Mi vecino, el asesino (coproductor)
- 2000: Campo de batalla: La Tierra (productor delegado)
- 2000: The Art of War (productor delegado)
- 2000: Asesino implacable (productor delegado)
- 2001: Destination: Graceland (productor delegado)
- 2001: Driven (productor delegado)
- 2001: Angel Eyes (productor delegado)
- 2001: Heist (productor delegado)
- 2002: City by the Sea (productor delegado)
- 2002: Chicago (coproductor)
- 2003: Wrong Turn (productor delegado)
- 2003: Gothika (productor delegado)
- 2004: Resident Evil: Apocalypse
- 2005: Assault on Precinct 13 (productor delegado)
- 2006: Slevin (productor delegado)
- 2006: Silent Hill
- 2006: Skinwalkers
- 2008: Outlander (productor delegado)
- 2009: Polytechnique
- 2009: Orphan (productor delegado)
- 2009: Whiteout (productor delegado)
- 2009: Les Anges de Boston 2
- 2009: Amelia (coproductor)
- 2010: Die, le châtiment
- 2010: Resident Evil: Afterlife
- 2011: Goon
- 2012: Resident Evil: Retribution
- 2012: The Factory (productor delegado)
- 2012: Silent Hill: Revelation 3D
- 2013: 13 Eerie
- 2013: Cazadores de sombras: Ciudad de hueso
- 2014: Pompeii
- 2014: Bad Country (productor delegado)
- 2014: Love, Rosie (coproductor)